# Юг дьо Пайен
Юг Дьо Пайен на френски: Hugues de Payens е основател на Ордена на Тамплиерите и първи Велик магистър от 1118 до 1136 г. Той е син на Монтини-Лагесо, който е бил и владетел на Пайен, близо до Троа в областта Шампан (Франция).
Под ръководството на Юг дьо Пайен Орденът на тамплиерите постига първите си победи в битките по границите на Йерусалимското кралство. Заедно със Свети Бернар написват Latin Rule – Устава на Ордена.